# 2012年ロンドンオリンピックのアルバ選手団
2012年ロンドンオリンピックのアルバ選手団（2012ねんロンドンオリンピックのアルバせんしゅだん）は、2012年7月27日から8月12日までイギリスのロンドンで開催されたロンドンオリンピックアルバ選手団の名簿。

## 選手団
- 人員: 選手 4人
- 開会式旗手: Jemal Le Grand

## 種目別選手・スタッフ名簿及び成績

### 柔道
- Jayme Mata（男子66kg級）第2回戦敗退

### 競泳
- Jemal Le Grand（男子100m自由形）51秒86 予選敗退
- Danielle van den Berg（女子800m自由形）9分23秒21 予選敗退

### ウエイトリフティング
- Carl Henriquez（男子105kg超級）282